# Nokia (oraș)
Nokia este un oraș și comună din regiunea Pirkanmaa, Finlanda, aflat la 15 kilometri vest de Tampere.